# 한국철도공사 220000호대 간선 전기 동차
한국철도공사 220000호대 간선 전기 동차는 무궁화호의 노후 차량 교체용 열차로 2029년까지 도입하게 될 열차다. 한국철도공사가 ITX-마음 등급으로 운영하는 열차이며 제작사는 다원시스다.

## 차량도입 가격
- 1량당 평균 18.6억원 (1편성 4량 74.4억원)

## 성능
- 전기 동력분산식 전동차이며, 동력분산식은 동력 장치가 전체 객차에 분산된 방식으로 역 간 거리가 짧은 우리나라 환경에 최적화돼 기존 열차보다 운행 시간을 절약할 수 있고 승객도 더 많이 수송할 수 있다.
- 차내 무선인터넷, 좌석당 전원 콘센트·USB 포트, 독서등 등 개인 설비를 갖췄고, 일반열차 가운데 최초로 객실 사이에 입석 승객을 위한 간이석이 설치되어 있다.

## 현황

### 220000호대 (4량) 1차분
| 차호    | 도입 시기 | 운행 중단 시기 | 비고                                        |
| ------- | --------- | -------------- | ------------------------------------------- |
| 1 호기  | 2022년    | 운행 중        |                                             |
| 2 호기  | 2022년    | 운행 중        | 강원랜드 랩핑이 적용되어 있다.              |
| 3 호기  | 2022년    | 운행 중        |                                             |
| 4 호기  | 2022년    | 운행 중        |                                             |
| 5 호기  | 2022년    | 운행 중        | 4호차에 ITX-마음 로고 랩핑이 적용되어 있다. |
| 6 호기  | 2023년    | 운행 중        |                                             |
| 7 호기  | 2023년    | 운행 중        |                                             |
| 8 호기  | 2023년    | 운행 중        |                                             |
| 9 호기  | 2023년    | 운행 중        |                                             |
| 10 호기 | 2023년    | 운행 중        |                                             |
| 11 호기 | 2023년    | 운행 중        | 코레일톡 객실내 미리보기 촬영차량           |
| 12 호기 | 2023년    | 운행 중        |                                             |
| 13 호기 | 2023년    | 운행 중        |                                             |
| 14 호기 | 2023년    | 운행 중        |                                             |
| 15 호기 | 2023년    | 운행 중        |                                             |
| 16 호기 | 2023년    | 운행 중        |                                             |
| 17 호기 | 2023년    | 운행 중        |                                             |
| 18 호기 | 2023년    | 운행 중        |                                             |
| 19 호기 | 2023년    | 운행 중        |                                             |
| 20 호기 | 2023년    | 운행 중        |                                             |
| 21 호기 | 2023년    | 운행 중        |                                             |
| 22 호기 | 2023년    | 운행 중        |                                             |
| 23 호기 | 2023년    | 운행 중        |                                             |
| 24 호기 | 2023년    | 운행 중        |                                             |
| 25 호기 | 2023년    | 운행 중        | 발판 고장으로 인한 사고 이력이 있다.        |
| 26 호기 | 2024년    | 운행 중        |                                             |
| 27 호기 | 2025년    | 시운전 중      | 공장에서 시운전 도중 파손된 적이 있다.      |

### 220000호대 (6량) 1차분
| 차호    | 도입 시기            | 운행 중단 시기 | 비고 |
| ------- | -------------------- | -------------- | ---- |
| 28 호기 | 2024년               | 시운전 중      |      |
| 29 호기 | 2024년               | 시운전 중      |      |
| 30 호기 | 2025년 ~ 2026년 예정 | 제작 예정      |      |
| 31 호기 | 2025년 ~ 2026년 예정 | 제작 예정      |      |
| 32 호기 | 2025년 ~ 2026년 예정 | 제작 예정      |      |
| 33 호기 | 2025년 ~ 2026년 예정 | 제작 예정      |      |
| 34 호기 | 2025년 ~ 2026년 예정 | 제작 예정      |      |

### 230000호대 (4량) 2차분
| 차호     | 도입 시기            | 운행 중단 시기 | 비고 |
| -------- | -------------------- | -------------- | ---- |
| 101 호기 | 2025년               | 운행 중        |      |
| 102 호기 | 2025년               | 운행 중        |      |
| 103 호기 | 2025년               | 시운전 중      |      |
| 104 호기 | 2025년               | 시운전 중      |      |
| 105 호기 | 2025년 예정          | 도입 예정      |      |
| 106 호기 | 2025년 ~ 2028년 예정 | 제작 예정      |      |
| 107 호기 | 2025년 ~ 2028년 예정 | 제작 예정      |      |
| 108 호기 | 2025년 ~ 2028년 예정 | 제작 예정      |      |
| 109 호기 | 2025년 ~ 2028년 예정 | 제작 예정      |      |
| 110 호기 | 2025년 ~ 2028년 예정 | 제작 예정      |      |
| 111 호기 | 2025년 ~ 2028년 예정 | 제작 예정      |      |
| 112 호기 | 2025년 ~ 2028년 예정 | 제작 예정      |      |
| 113 호기 | 2025년 ~ 2028년 예정 | 제작 예정      |      |
| 114 호기 | 2025년 ~ 2028년 예정 | 제작 예정      |      |
| 115 호기 | 2025년 ~ 2028년 예정 | 제작 예정      |      |
| 116 호기 | 2025년 ~ 2028년 예정 | 제작 예정      |      |
| 117 호기 | 2025년 ~ 2028년 예정 | 제작 예정      |      |
| 118 호기 | 2025년 ~ 2028년 예정 | 제작 예정      |      |
| 119 호기 | 2025년 ~ 2028년 예정 | 제작 예정      |      |
| 120 호기 | 2025년 ~ 2028년 예정 | 제작 예정      |      |
| 121 호기 | 2025년 ~ 2028년 예정 | 제작 예정      |      |
| 122 호기 | 2025년 ~ 2028년 예정 | 제작 예정      |      |
| 123 호기 | 2025년 ~ 2028년 예정 | 제작 예정      |      |
| 124 호기 | 2025년 ~ 2028년 예정 | 제작 예정      |      |
| 125 호기 | 2025년 ~ 2028년 예정 | 제작 예정      |      |
| 126 호기 | 2025년 ~ 2028년 예정 | 제작 예정      |      |
| 127 호기 | 2025년 ~ 2028년 예정 | 제작 예정      |      |
| 128 호기 | 2025년 ~ 2028년 예정 | 제작 예정      |      |

### 230000호대 (6량) 2차분
| 차호     | 도입 시기            | 운행 중단 시기 | 비고 |
| -------- | -------------------- | -------------- | ---- |
| 129 호기 | 2025년 ~ 2028년 예정 | 제작 예정      |      |
| 130 호기 | 2025년 ~ 2028년 예정 | 제작 예정      |      |
| 131 호기 | 2025년 ~ 2028년 예정 | 제작 예정      |      |
| 132 호기 | 2025년 ~ 2028년 예정 | 제작 예정      |      |
| 133 호기 | 2025년 ~ 2028년 예정 | 제작 예정      |      |
| 134 호기 | 2025년 ~ 2028년 예정 | 제작 예정      |      |
| 135 호기 | 2025년 ~ 2028년 예정 | 제작 예정      |      |
| 136 호기 | 2025년 ~ 2028년 예정 | 제작 예정      |      |
| 137 호기 | 2025년 ~ 2028년 예정 | 제작 예정      |      |
| 138 호기 | 2025년 ~ 2028년 예정 | 제작 예정      |      |
| 139 호기 | 2025년 ~ 2028년 예정 | 제작 예정      |      |
| 140 호기 | 2025년 ~ 2028년 예정 | 제작 예정      |      |
| 141 호기 | 2025년 ~ 2028년 예정 | 제작 예정      |      |
| 142 호기 | 2025년 ~ 2028년 예정 | 제작 예정      |      |
| 143 호기 | 2025년 ~ 2028년 예정 | 제작 예정      |      |
| 144 호기 | 2025년 ~ 2028년 예정 | 제작 예정      |      |

### 240000호대 (4량) 3차분
| 차호     | 도입 시기            | 운행 중단 시기 | 비고 |
| -------- | -------------------- | -------------- | ---- |
| 201 호기 | 2028년 ~ 2029년 예정 | 제작 예정      |      |
| 202 호기 | 2028년 ~ 2029년 예정 | 제작 예정      |      |
| 203 호기 | 2028년 ~ 2029년 예정 | 제작 예정      |      |
| 204 호기 | 2028년 ~ 2029년 예정 | 제작 예정      |      |
| 205 호기 | 2028년 ~ 2029년 예정 | 제작 예정      |      |
| 206 호기 | 2028년 ~ 2029년 예정 | 제작 예정      |      |
| 207 호기 | 2028년 ~ 2029년 예정 | 제작 예정      |      |
| 208 호기 | 2028년 ~ 2029년 예정 | 제작 예정      |      |
| 209 호기 | 2028년 ~ 2029년 예정 | 제작 예정      |      |
| 210 호기 | 2028년 ~ 2029년 예정 | 제작 예정      |      |
| 211 호기 | 2028년 ~ 2029년 예정 | 제작 예정      |      |
| 212 호기 | 2028년 ~ 2029년 예정 | 제작 예정      |      |
| 213 호기 | 2028년 ~ 2029년 예정 | 제작 예정      |      |
| 214 호기 | 2028년 ~ 2029년 예정 | 제작 예정      |      |
| 215 호기 | 2028년 ~ 2029년 예정 | 제작 예정      |      |
| 216 호기 | 2028년 ~ 2029년 예정 | 제작 예정      |      |
| 217 호기 | 2028년 ~ 2029년 예정 | 제작 예정      |      |
| 218 호기 | 2028년 ~ 2029년 예정 | 제작 예정      |      |
| 219 호기 | 2028년 ~ 2029년 예정 | 제작 예정      |      |
| 220 호기 | 2028년 ~ 2029년 예정 | 제작 예정      |      |
| 221 호기 | 2028년 ~ 2029년 예정 | 제작 예정      |      |
| 222 호기 | 2028년 ~ 2029년 예정 | 제작 예정      |      |
| 223 호기 | 2028년 ~ 2029년 예정 | 제작 예정      |      |
| 224 호기 | 2028년 ~ 2029년 예정 | 제작 예정      |      |
| 225 호기 | 2028년 ~ 2029년 예정 | 제작 예정      |      |
| 226 호기 | 2028년 ~ 2029년 예정 | 제작 예정      |      |
| 227 호기 | 2028년 ~ 2029년 예정 | 제작 예정      |      |
| 228 호기 | 2028년 ~ 2029년 예정 | 제작 예정      |      |
| 229 호기 | 2028년 ~ 2029년 예정 | 제작 예정      |      |

## 도입
- 2023년 8월 25일 태백역에서 신형 동력분산식 일반열차(EMU-150)‘ITX-마음’시승행사를 진행했다.[1] 9월 1일부터 총 26편성으로 경부선 6회, 호남선 4회, 전라선 4회, 장항선 2회, 동해선 10회, 대구선 4회, 영동선 ㆍ 태백선 2회 중앙선 2회 서해선 2회 평택선 2회 등 하루 총 38회 운행한다.

## 향후 계획
- 2028년 9월 하반기까지 총 107대의 ITX-마음을 전국의 일반철도 노선에 순차적으로 확대 운행할 예정이다.
- 다원시스에서 현재 9월 1일부터 운행될 차량까지 포함해서 총 150량 제작중이며, 2차분으로 208량, 3차분으로 116량 가량 제작할 예정이다.

## 같이 보기
- ITX-마음